# Dal profondo
Dal profondo è l'ottavo album in studio del cantautore italiano Massimo Di Cataldo, pubblicato il 24 maggio 2019 da Dicamusica e distribuito da Self.

## Descrizione
L'album, prodotto da Massimo Di Cataldo insieme ad Alessio Pizzotti e Ingo Peter Schwartz, è stato anticipato dal singolo Non ti accorgi, pubblicato il 10 maggio 2019. Successivamente, il 18 ottobre 2019 è entrato in rotazione radiofonica C'è qualcuno, il nuovo singolo estratto dal disco. Il videoclip di questo brano, diretto da Matteo Bianchi, ha visto la partecipazione dell'attrice e fotomodella Antonella Salvucci e della ballerina Francesca Tocca. Il disco contiene anche una rilettura della canzone Con il nastro rosa di Lucio Battisti, per la quale è stato girato un video presso il CET, la tenuta nel Centro Italia dell'autore Mogol.

## Tracce
1. Non ti accorgi – 3:34
2. C'è qualcuno – 3:52
3. Ci credi ancora all'amore – 3:21
4. Ci penserò domani – 3:30
5. Allora scusami – 3:32
6. Con il nastro rosa – 3:20
7. Perché l'amore – 3:15
8. Prendimi l'anima – 3:54
9. Domani chissà – 3:53
10. Continuerà – 3:41

## Classifiche
| Classifica (2019) | Posizione massima |
| ----------------- | ----------------- |
| Italia            | 59                |